# Чурин и Ко
«Чурин и Ко» — историческая универсальная торговая фирма, существовавшая на Дальнем Востоке Российской империи и Маньчжурии в конце XIX — начале XX века, основанная сыном иркутского купца I гильдии Дальневосточных Купцов Иваном Яковлевичем Чуриным (16.10.1833—30.04.1895). Партнёрами Чурина были купцы Касьяновы, Бабинцевы,Писаревы, Мамонтовы. На пике развития фирмы персонал насчитывал несколько тысяч работников, а работа в ней считалась престижной.

## История
В 1857 г. основанием торгового дома в Иркутске было положено начало купеческой деятельности Чурина. Он был одним из тех, кто откликнулся на призыв графа Н. Н. Муравьёва-Амурского об участии в снабжении Приамурья необходимыми для экспедиции товарами. И. Я. Чурин заведовал доставкой военных грузов из Читы в Софийск. Товарищество «Чурин и Ко» было основано в 1867 году в Николаевске совместно с братьями Николаем и Василием Бабинцевыми. В 1882 году был учреждён Полный торговый дом «И. Я. Чурин и Ко». Хабаровское отделение открылось в 1882 году, вскоре после присвоения Хабаровке статуса города. С 1900 по 1918 гг. им управлял купец I гильдии А. Ф. Топорков. Однако главная контора находилась в Благовещенске, во главе которой стоял купец I гильдии А. В. Касьянов. Придя на работу после окончания уездного училища 11-летним парнем, Касьянов в 20 лет стал полноправным компаньоном фирмы, а после смерти Чурина в 1895 году был избран её распорядителем. В 1897 году фирма была реорганизована в товарищество с названием «Торгово-промышленное Товарищество на паях — преемники И. Я. Чурина А. В. Касьянов и К. И. Писарев».
С началом строительства Китайско-Восточной железной дороги Чурин снарядил экспедицию в Маньчжурию; вместе с товарной баржей и пароходом отправилась топографическая партия. В 1900 году открылся филиал в Харбине. «Цюлинь Янхан» (то есть Иностранная торговая фирма «Чурин») продавала одежду, кожаные сапоги, консервированные продукты, водку и др.
После постройки КВЖД фирма Чурина открыла свои магазины в Порт-Артуре, Инкоу, Имяньпо (кит. 一面坡). Русско-японская война сначала значительно оживила торговлю, но затем наступил спад. Несмотря на это торговый дом смог удержать свои позиции, сведя убытки компании к минимуму. Накануне Первой мировой войны оборот фирмы достиг 35 млн рублей.
В коммерческом журнале «Спутник по Сибири, Маньчжурии, Амуру и Уссурийскому краю» за 1911 год говорилось:
В универсальных магазинах торгового дома «И. Я. Чурин и К°» в Харбине… имеются всегда в большом выборе мануфактурные и галантерейные товары. Мужское и дамское готовое платье, бельё и обувь. Галоши Российско-Американской Резиновой Мануфактуры. Парфюмерия разных фабрик. Золотые, серебряные и бриллиантовые вещи. Бронза. Фотографические аппараты и принадлежности. Писчебумажные товары и канцелярские принадлежности. Мебель буковая «Ампли». Арматуры электрические. Лампы. Зеркала. Кровати. Обои. Линолеум. Столовые и дверные клеёнки. Хрусталь фабрики «Баккара»…Винно-бакалейные и гастрономические товары. Чай собственной развески. Торговый дом «И. Я. Чурин и Ко» единственный представитель на пишущие машины «Смис-Премьер», огнетушитель «Оптимус» и газированные сифоны «Прана».
В 1909 году в путеводителе сообщалось, что помимо Владивостока торговый дом имел свои отделения в Никольск-Уссурийском, Черниговке, Хабаровске, Николаевске-на-Амуре, Благовещенске, Сретенске, Зее-пристани, Петропавловске-Камчатском, Харбине и Мукдене. В том же году фирмой открыта фабрика красок и лаков, а в 1919 году — колбасная фабрика.
В 1914—1916 годы руководством «Чурин и К°» была развёрнута крупная клеветническая кампания против их основного конкурента — товарищества «Кунст и Альберс». Основную роль в этом сыграл писатель Фердинанд Оссендовский, публиковавшийся под разными псевдонимами и написавший повесть «Мирные завоеватели», в которой изобразил «Кунст и Альберс» в образе элемента широчайшей германской шпионской сети, простирающейся от Польши до Тихого океана. Всё это вызвало разгром фирмы и аресты её работников, хотя проведенные обыски и не дали реальных доказательств шпионажа. В 1916 году «Чрезвычайная комиссия по борьбе с немецким засильем» пришла к выводу о необходимости ликвидировать «Кунст и Альберс», несмотря на протесты дальневосточных властей; из-за революции товарищество было ликвидировано большевиками в 1920-х годах.
Революция 1917 года заставила провести в 1923 году реорганизацию товарищества на паях в акционерное общество, но в 1929 году в России оно уже было ликвидировано.
На волне эмиграции в Харбин из российских отделений торгового дома приезжали сотрудники, (в том числе в 1922 году Касьянов из Москвы), что позволило расширить торговую сеть в Маньчжурии. После образования государства Маньчжоу-го директор фирмы А. А. Бабинцев, опасаясь конфронтации с СССР, обратился к Гонконг-Шанхайскому банку (HSBC) с просьбой принять в счёт долга фирмы (1 млн оккупационных иен) её владение и имущество. Тогда же фирма преобразовалась в акционерное общество с общим капиталом 4 614 000 маньчжурских долларов, акционерами которого стали англичане, немцы, японцы и маньчжуры. Название фирмы сохранилось. Отделения находились в Дайрене, Мукдене, Синьцзине, Сыпине, Куаньчэнцзы, Гирине, Хэйхэ и Хайларе, а к началу 1940-х насчитывалось 23 отделения. В 1930—1940 гг. фирма превратилась в торговую империю, в которой выплачивалась высокая зарплата, выдавались места в пяти общежитиях для одиноких сотрудников. Она поощряла спорт и кружки, имела свой хор и два оркестра. Даже на кладбище было отведено специальное место.
В 1941 году фирма была реквизирована японцами и преобразована в новое акционерное общество уже с японским участием (кит. 秋林株式会社). Название фирмы не изменилось. После Второй мировой войны в 1945 году японские права были аннулированы, и фирма вернулась к своим прежним английским хозяевам. Однако Гонконг-Шанхайскому банку было невыгодно восстанавливать фирму и управлять ею и её акции были проданы Всесоюзному обществу «Дальвнештранс», входящему в систему Внешторга СССР. В 1947 году на базе «Чурин и Ко» было организовано советское акционерное общество, акционерами которого стали «Дальинторг», «Дальвнештранс», «Экспортхлеб» и «Международная книга». В 1953 году фирма безвозмездно передана китайскому правительству. Сегодня в Харбине можно встретить современные вывески «Чурин» на магазинах и продукты, носящие эту марку (кит. 秋林食品, англ. Churin Food).